# Dansk normaltid
Dansk normaltid (DNT), dansk tid eller uofficielt "vintertid" er den normaltid, der anvendes i Danmark. 
Dansk normaltid anvender koordineret universaltid fra den 26. marts 2023.
Eftersom den danske normaltid siden 1894  har været en del af det internationale zonetidssystem - universaltiden - anvendes betegnelsen centraleuropæisk tid (CET) i international sammenhæng. Den nuværende normaltid tager derfor udgangspunkt i Greenwich-observatoriet øst for London og ændrer sig med en time for hvert 15. længdegrad.
Danmark har sin egen officielle repræsentation   af UTC, og deraf dansk normaltid gennem det nationale Atomur der drives af DFM,  Dansk center for meteorologi i Hørsholm, hvor også uret befinder sig.
De driver også en internet tjeneste så man kan synkronisere computere etc,  via NTP, på Time.dfm.dk

## Teknisk
I Danmark er normaltiden UTC+1, altså når klokken er 6 på 0-meridianen i Greenwich, England er den 7 i Danmark.

## Vintertid
Eksempelvis bruger DMI (dansk) normaltid sammen med vintertid. DMI nævner både (dansk) normaltid og vintertid. DR anvender vintertid og (dansk) normaltid.
Betegnelsen vintertid er ukorrekt, men den er dog vidt udbredt.
Politiken, TV2, Information, Berlingske og BT benytter denne betegnelse.

## Historisk
Dansk normaltid blev indført ved lov i 1893 med virkning fra 1. januar 1894.
Sommetider kaldes den danske normaltid Gudhjemtid, idet meridianen 15° øst går omkring 2000 m øst for Gudhjem. Lov om Tidens Bestemmelse fastsætter dansk normaltid til at være middelsoltiden for denne meridian.
Den 15. østlige længdekreds udgør halvdelen af en storcirkel, hvor den 165. vestlige længdekreds er den anden halvdel.

### Ældre dansk tid
I Danmark vedtog man i 1858 at anvende Københavns lokaltid som jernbanetid, men først 22 år senere blev det en nationaltid for alle. Den danske ældre normaltid fra 1880, som tog udgangspunkt i, hvornår solen stod lige over København, og som afløste en række ældre og temmelig forskelligartede lokaltider, som oftest var upræcise og udregnet efter, hvornår solen stod øverst på himlen over hver enkelt lokalitet. Tidsforskellene mellem de enkelte lokaliteter gav problemer, efterhånden som hurtige postruter, telegrafer og jernbaner kom til, og derfor var der i slutningen af 1800-tallet behov for en international synkronisering af tiden.